# 永井大介 (化学者)
永井 大介（ながい だいすけ、1974年10月 - ）は、日本の化学者（高分子合成・高分子化学・環境化学）。学位は博士（工学）（東京工業大学・2002年）。静岡県立大学食品栄養科学部准教授・大学院食品栄養環境科学研究院准教授。
山形大学工学部研究員、群馬大学理工学部助教などを歴任した。

## 来歴

### 生い立ち
1974年10月に生まれた。明治大学に進学し、理工学部の工業化学科にて学んだ。1997年、明治大学を卒業した。さらに、東京工業大学の大学院に進学し、総合理工学研究科の物質電子化学専攻にて学んだ。在学中に「Development of controlled anionic alternating copolymerization of ketene with aldehyde」と題した博士論文を執筆した。2002年、東京工業大学の大学院における博士後期課程を修了した。それに伴い、博士（工学）の学位を取得した。

### 化学者として
大学院修了後、山形大学に採用され、工学部で研究員を務めた。その後、群馬大学に採用され、2005年9月より理工学部の助教を務めた。理工学部においては、主として化学・生物化学科の講義を担当した。2019年4月、静岡県立大学に転じ、食品栄養科学部の准教授に就任した。食品栄養科学部においては、主として環境生命科学科の講義を担当し、グリーンケミストリー研究室を受け持っていた。また、静岡県立大学の大学院においても、食品栄養環境科学研究院の准教授を兼務することになった。静岡県立大学の大学院の一部には研究院・学府制が導入されているため、大学院においては主として薬食生命科学総合学府の講義を担当した。

## 研究
専門は化学であり、高分子合成、高分子化学、環境化学といった分野の研究に従事した。具体的には、新しい重合反応の開発に取り組んでいた。また、レアメタルを効率よく捕集する重合体の合成を研究していた。さらに、蒟蒻に含まれているグルコマンナンを利用して、ナノ材料の合成を研究していた。
これまでの業績が評価され、2011年に新化学発展協会から研究奨励賞が贈られた。「精密重合化学を基盤とした環境調整型および金属複合ナノ材料の創製」が評価され、2015年に横山科学技術賞が授与された。また、「金属配位水溶性ポリマーを基盤とした簡便かつ高回収レアメタル捕集材料の開発」が評価され、2018年10月にリサイクル技術開発本多賞が授与された。
学術団体としては、高分子学会、日本化学会、などに所属した。

## 略歴
- 1974年 - 誕生[1]。
- 1997年 - 明治大学理工学部卒業[2]。
- 2002年 - 東京工業大学大学院総合理工学研究科博士後期課程修了[2]。
- 2005年 - 群馬大学理工学部助教[6]。
- 2019年 - 静岡県立大学食品栄養科学部准教授[6]。
- 2019年 - 静岡県立大学大学院食品栄養環境科学研究院准教授。

## 賞歴
- 2011年 - 新化学発展協会研究奨励賞[9]。
- 2015年 - 横山科学技術賞[9]。
- 2018年 - リサイクル技術開発本多賞[9][11]。